# Казимир III Плоцкий
Казимир III Плоцкий (пол. Kazimierz III płocki (Kazimierz); (ок. 1449 — 9 июня 1480) — князь варшавский (1454—1471), цехановский (1454—1471), черский (1454—1471), плоцкий (1462—1475) и визненский (1462—1475), епископ плоцкий (1475—1480), второй сын князя мазовецкого Болеслава IV Варшавского и литовской княжны Барбары Олельковны Киевской. Представитель Мазовецкой линии Пястов.

## Биография
В сентябре 1454 года после смерти своего отца Болеслава IV Казимир вместе с братьями Конрадом Рыжим, Болеславом и Янушем получили в совместное владение Варшаву, Черск, Нур, Ломжу, Цеханув, Закрочим и другие мазовецкие города.
В 1462 году после смерти своих родственников, князей Земовита и Владислава Плоцких, Казимир и его братья получили в удельное владение города Плоцк, Визну и Плоньск.
В апреле 1471 года после раздела отцовского княжества между братьями Казимир III стал князем плоцким, получив во владение Плоцк, Визну, Вышогруд и Плоньск. Несмотря на своё положение, Казимир Плоцкий стремился к духовной карьере.
В том же 1471 году после смерти плоцкого епископа Сцибора князь Казимир предложил свою кандидатуру на должность епископа плоцкого. В 1471—1475 годах князь Казимир Плоцкий был светским администратором плоцкого епископства. В сентябре 1475 года князь плоцкий Казимир III был назначен епископом плоцким. Владения Казимира были разделены между братьями, князем черским Конрадом III Рыжим и князем варшавским Янушем II.